# Sergio Araujo
Sergio Ezequiel Araujo (Buenos Aires, 28 januari 1992) is een Argentijns voetballer.

## Clubvoetbal
Araujo is afkomstig uit de jeugdopleiding van Boca Juniors. In december 2009 debuteerde hij tegen CA Banfield in het eerste elftal. In het seizoen 2011/2012 werd de aanvaller een vaste waarde voor de hoofdmacht. Van 2012 tot 2013 speelde Araujo op huurbasis bij FC Barcelona. De club betaalde een huursom van 300.000 euro. Daarna had FC Barcelona een optie tot een tweede huurseizoen, gevolgd tot een optie tot koop voor zes miljoen euro. Araujo scoorde namens FC Barcelona B tweemaal in de Mini Clásico tegen Real Madrid Castilla. In 2013 keerde hij terug naar Boca Juniors

## Nationaal elftal
Araujo speelde voor diverse Argentijnse jeugdelftallen. In 2009 nam hij deel aan het WK -17.
1 Cillessen ·
2 Park ·
3 Mármol ·
4 Suárez ·
5 J. Muñoz ·
6 González ·
7 Pejiño ·
8 Campaña ·
9 Cardona ·
10 Moleiro ·
11 B. Ramírez ·
12 Loiodice ·
13 Horkaš ·
14 Fuster ·
15 McKenna ·
16 McBurnie ·
17 Mata ·
18 Rozada ·
19 S. Ramírez ·
20 Rodríguez  ·
21 Gil ·
22 Sinkgraven ·
23 Á. Muñoz ·
24 Januzaj ·
25 Valles ·
28 Herzog ·
29 Essugo ·
37 Silva ·
Coach: Carrión
· Assistent-coach: Cisma